# Laure Guibert
Laure Guibert (Nantes, 20 febbraio 1968) è un'attrice francese. nota soprattutto per i ruoli da coprotagonista nelle serie Hélène et les Garçons e Les Vacances de l'amour andante in onda su TF1.

## Televisione
- 1992-1994 Hélène e i suoi amici (Hélène et les garçons)
- 1995 Le Miracle de l'amour
- 1996-2007 Les Vacances de l'amour
- 1999 Island détectives (guest starring)
- 2007 Baie des Flamboyants
- 2009 Pat et les filles
- 2011-2012 Les Mystères de l'Amour

## Altre attività
Laure Guibert lavora anche presso un atelier parigino come creatrice di specchi.
Dal 20 marzo 2008 conduce in diretta IDF1 Midi assieme a Patrick Puydebat su IDF1